# Église Sainte-Thérèse de Curepipe
Pour les articles homonymes, voir Église Sainte-Thérèse et Église Sainte-Thérèse-d'Avila.
L'église Sainte-Thérèse est une église catholique située à Curepipe, seconde ville de l'île Maurice en importance. Elle est vouée à sainte Thérèse d'Avila et dépend du diocèse de Port-Louis. C'est l'église la plus grande de l'île.

## Historique
Curepipe s'étend au milieu de l'île, lorsque les habitants de la capitale fuient l'épidémie de malaria de 1867 et l'épidémie de peste de 1899 qui frappent Port-Louis. La paroisse de Curepipe est érigée en 1868 M. Émile Chauvin donne un terrain au diocèse pour faire construire l'église actuelle dont la première pierre est bénite le 6 septembre 1869 par Mgr Hankinson, osb. Elle est construite en style néoroman avec un haut clocher et consacrée en 1872. La première messe est célébrée pour la Noël 1872. L'église est agrandie en 1893, puis en 1904 selon ses dimensions actuelles avec deux tours latérales et un parvis en forme de loge italienne. La nef centrale est élargie avec deux nefs latérales et l'abside prolongée. Les anciens murs ont été remplacés à l'intérieur par deux files de colonnes qui reçoivent les fermes de la nef centrale, avec un déportement égal à la moitié de l'épaisseur du mur. Les fermes des bas-côtés sont construites avec le même déportement.
M. Gaston Antelme, député de Plaines Wilhems, convainc en 1922 les autorités diocésaines de la prolonger encore de quinze pieds. Les travaux sont terminés en 1925.
Le pape Jean-Paul II a rendu visite à l'église au cours de son voyage apostolique d'octobre 1989 à Maurice. L'église a reçu les reliques de sainte Thérèse de l'Enfant-Jésus en 2003, lors de leur tournée mondiale. Plusieurs chapelles des environs dépendent de cette église paroissiale.